# Cantón de Cotignac
El cantón de Cotignac era una división administrativa francesa, que estaba situada en el departamento de Var y la región de Provenza-Alpes-Costa Azul.

## Composición
El cantón estaba formado por seis comunas:
- Carcès
- Correns
- Cotignac
- Entrecasteaux
- Montfort-sur-Argens
- Saint-Antonin-du-Var

## Supresión del cantón de Cotignac
En aplicación del Decreto n.º 2014-270 de 27 de febrero de 2014, el cantón de Cotignac fue suprimido el 22 de marzo de 2015 y sus 6 comunas pasaron a formar parte del nuevo cantón de Brignoles.